# Stellantis
Stellantis N.V. es un grupo de empresas multinacional de la industria automotriz con sede en Ámsterdam, Países Bajos. Constituido el 16 de enero de 2021, es resultado de una fusión de acciones entre iguales de los grupos ítalo-estadounidense Fiat Chrysler Automobiles y el francés Groupe PSA. El 18 de enero de 2021, este nuevo gran grupo dio comienzo a su cotización en las bolsas de valores de Milán y París y, a partir del 19 de enero de 2021, también en la de Nueva York.

## Etimología
Tras la firma del compromiso de fusión entre FCA y PSA en 2019, Carlos Tavares, el entonces jefe de PSA, confirmó que el nombre de la nueva entidad no sería conocido antes de varias semanas:

"Todavía no está definido”, admitió el jefe de PSA. “Este es un tema en el que están trabajando nuestros equipos. Se necesitan otros dos o tres meses para llegar de manera segura, con un nombre satisfactorio..."
dijo: Carlos Tavares.

El 15 de julio de 2020 dieron a conocer el nombre de la fusión: "Stellantis", que proviene del verbo en latín "stello" que significa "brillar con estrellas".

## Historia

### Negociaciones para la fusión entre FCA y PSA
El 3 de noviembre de 2019 el diario Italiano La Stampa, se hizo eco de una noticia, que rumoreó que los grupos industriales Fiat Chrysler Automobiles y Peugeot Société Anonyme iniciaron conversaciones para firmar un preacuerdo final, para efectivizar una fusión que se llevaría a cabo en un corto periodo de tiempo. El 18 de diciembre siguiente, se hizo público un video grabado en un lugar no revelado, en el que Carlos Tavares, en representación de PSA, y Mike Manley, por parte de FCA, firmaron un documento definitivo vinculante.
Los dos conglomerados anunciaron en un comunicado conjunto que "las primeras conversaciones previas al acuerdo allanaron el camino para la creación de un grupo de escala y recursos globales, propiedad en un 50% de los accionistas de PSA y el 50% de los accionistas de FCA". Según el texto, esperaban lograr sinergias por 3 700 000 000 € "sin cierres de plantas como resultado de la transacción".
El 17 de junio de 2020, el organismo regulador antimonopolio de la Unión Europea inició una investigación sobre dicha fusión, debido a que ambos grupos tienen un dominio del 35% del mercado sobre sus competidores en el sector de vehículos de transporte ligero. Ello es fruto del acuerdo Sevel Sud de 1978, que mantuvieron ambos grupos, desde hace más de 40 años.
El 27 de octubre de 2020, la Comisión Europea aprobó definitivamente la fusión, superando la investigación abierta por el consejo del organismo regulador. Por su parte, ambos constructores cedieron espacio, a favor del incremento de la producción de vehículos comerciales ligeros de tamaño medio de la marca Toyota, producción que se realiza gracias a un acuerdo vigente desde 2015, entre Toyota y que tiene como centros de producción las plantas de Valenciennes y de Vigo, propiedad de PSA.
Como consecuencia de la creación de Stellantis, se vio afectado el acuerdo de producción de vehículos comerciales ligeros, firmado en 2014 por FCA y el Groupe Renault, el cual finalizó en 2020.
El trámite de la fusión se confirmó el 4 de enero de 2021 en juntas accionariales extraordinarias realizadas en ambos grupos, con el resultado de un voto favorable por parte de las mismas. La operación cumplió con la visión del fallecido exdirector ejecutivo de FCA Sergio Marchionne quien durante años insistió sobre la necesidad de consolidar las empresas automotrices para reducir la capacidad y compartir la carga de las inversiones futuras. Así, el grupo ítalo-estadounidense FCA se asociaría con el fabricante francés tras el fracaso en el intento de fusión con Renault durante el segundo trimestre de 2019.

### Inicios
El acuerdo de fusión entre FCA y PSA se hizo efectivo el 16 de enero de 2021, momento en que dio comienzo el nuevo grupo neerlandés, con salidas a cotización bursátil en dos de los parqués europeos y otro estadounidense con las siglas STLA, en fechas del 18 y 19 de enero de 2021, respectivamente.

## Administración
Según lo pactado durante las negociaciones para la fusión entre FCA y PSA, la empresa matriz se ha radicado en Ámsterdam, Países Bajos, con una junta de cinco miembros nombrados por PSA, cinco más nombrados por FCA, incluido el líder de la FCA John Elkann como presidente de la junta. El undécimo miembro sería el jefe de PSA: Carlos Tavares, quien también sería el director ejecutivo de la nueva entidad.
A través de su consejo de administración, esta sociedad mercantil controla y decide sobre los actos e inversiones de las empresas fabriles, que comercializan y explotan las diferentes áreas de negocio para las que fueron creadas, principalmente la venta de vehículos, motorizaciones, robótica, servicios financieros y otras tecnologías de la industria automotriz.
El 1 de diciembre de 2024, renunció el director ejecutivo Carlos Tavares, debido tanto por diferencias con la junta directiva como por las decepcionantes ventas y los pedidos de su salida.
El 28 de mayo de 2025, se anunció oficialmente que Antonio Filosa sería el nuevo director ejecutivo, tomando posesión del cargo a partir del 23 de junio del mismo año.

## Organigrama
Tras concretarse la fusión entre FCA y PSA, Stellantis pasó a estar integrada por 14 marcas. A su vez, internamente estas marcas se agrupan entre las tres grandes estructuras que conformaron la alianza, pasando a ser tres grandes unidades internas. Tales marcas se detallan a continuación:
| FCA Italy                                        | FCA US                                 | Groupe PSA                                                    |
| ------------------------------------------------ | -------------------------------------- | ------------------------------------------------------------- |
| - Fiat - Abarth - Alfa Romeo - Lancia - Maserati | - Chrysler - Dodge - Jeep - Ram Trucks | - Peugeot - Citroën - DS Automobiles - Opel - Vauxhall Motors |

Por otra parte, las otrora subsidiarias tanto de FCA como de PSA, también pasaron a formar parte del portafolios de Stellantis. En las mismas se incluyen fabricantes de otros tipos de vehículos, proveedores de tecnologías y autopartes, empresas de alto rendimiento y otras de producción conjunta, las cuales se detallan a continuación:
| FCA Italy                                                                            | FCA US        | Groupe PSA                                                                            |
| ------------------------------------------------------------------------------------ | ------------- | ------------------------------------------------------------------------------------- |
| - Fiat Powertrain - Fiat Professional - Comau - PCMA - Sevel Sud - VM Motori - TOFAŞ | - Mopar - SRT | - Peugeot Cycles - Faurecia - Free2Move - Peugeot-Citroën Moteurs - Sevel Nord - IKAP |

Durante el segundo semestre de 2021 y tras la reorganización, se confirmó que invertiría en todas sus marcas y secciones de desarrollo la cantidad de 30 000 000 000 € hasta 2025 para acelerar la transición a la electrificación de sus marcas y desarrollar nuevo software. Para lograrlo, busca crear cuatro arquitecturas eléctricas y escalables.

### Adquisición de FORVIA
Desde el 31 de enero de 2022, el grupo cambió la denominación de Faurecia por la de FORVIA, su empresa de referencia de componentes automotrices dentro del conglomerado. Esto como resultado de llevar a cabo la adquisición total por parte de la empresa Faurecia sobre Hella, debido a que a través de PSA, ya como parte del grupo, adquirió en agosto de 2021, el 60% del total de las acciones y, a posteriori, el 32% restante, quedando el 8% restante en manos de la familia Hueck, fundadora de Hella. A pesar de procederse a la adquisición, ambas compañías de las que preceden seguirán en una de empresa conjunta de desarrollos tecnológicos y seguirían manteniendo su independencia en la gestión y desarrollo de proyectos, debido a que el resto del porcentaje de las acciones les permite todavía ser parte actora de la compañía alemana Hella GmbH. Ambas se centrarán en el desarrollo de nuevas tecnologías de control, así como en sistemas de componentes para motores eléctricos y de transmisión.

### Adquisición de Leapmotor
El 26 de octubre de 2023 se anunció que adquiriría aproximadamente el 20% de las acciones de la empresa Leapmotor, con un valor de 1 500 000 000 €. Los vehículos eléctricos de Leapmotor que se fabricarían desde finales de 2024 en la planta de Fiat Tychy en Polonia, junto a los nuevos modelos Alfa Romeo Junior y Jeep Avenger, se llamará "Leapmotor T03", el cual llegaría para compensar y cubrir el hueco de marcas de vehículos eléctricos de ultra bajo costo, compitiendo de manera directa contra los nuevos rivales inmediatos que procederán de Oriente y, sobre todo, contra el Dacia Spring. El Leapmotor T03 está previsto que se empiece a comercializar para finales de 2024 en toda la Unión Europea, según el propio director ejecutivo de Stellantis, Carlos Tavares.

## Plantas de producción

### Acuerdo Sevel Sud
Derivado del acuerdo Sevel Sud de 1978, Fiat S.p.A. y Groupe PSA contrajeron la producción de los vehículos comerciales ligeros de gran tamaño fabricados en la planta Val di Sangro en Italia; así como la fabricación de vehículos comerciales ligeros, de tamaño medio y del segmento D o tipo Monovolumen en la planta de Hordain en Francia, desde 1994. En 2024, esta planta se ha reconvertido para que fabrique en serie 5000 vehículos comerciales ligeros anuales de las distintas marcas del grupo, dotados con pila de combustible de hidrógeno, convirtiéndose así en la primera fábrica mundial de energía múltiple del Grupo Stellantis, al fabricarse los modelos no solamente del propio grupo, sino también de Toyota en versiones K-Zero, los cuales son equipados de serie en producción en cadena, junto a los equipados con motor de combustión interna o eléctricos de baterías.

### Groupe PSA
Groupe PSA ha tenido una fuerte presencia en Francia, ya que Peugeot y Citroën contaban con cinco "fábricas de terminales", entre ellas la de Rennes, anterior cuartel general de Citroën, o la mayor de sus plantas de producción de Peugeot, ubicada en Sochaux, la cual ha producido más de 500 000 vehículos durante 2018.
PSA ha sido el mayor fabricante de vehículos en la península Ibérica, donde se sitúan un total de cuatro fábricas: La primera de ellas en Mangualde, Portugal, donde se producen una parte de los vehículos comerciales ligeros del grupo equipados con motores de combustión interna; y las otras tres en España, donde se ubican tres plantas: Villaverde en Madrid, Figueruelas en Zaragoza y Vigo en Galicia. Esta última es actualmente la de mayor producción del grupo en Europa.

### FCA
Fiat Chrysler Automobiles tenía instaladas su mayor cantidad de plantas de producción en Estados Unidos y Canadá, con más de 100 000 m² (24,7 acres) en diez ubicaciones, mientras que en Europa contaba con otras diez de estas: seis plantas en Italia, dos en Polonia, una en Serbia y una en Turquía. También dispone de las plantas en Toluca y Coahuila en México; la de Ferreyra en Córdoba (Argentina); así como las de Goiana, Pernambuco y Betim, Minas Gerais en Brasil. Esta última se encontraba en ampliación en 2023, por lo que se convertiría en la mayor planta de fabricación de automóviles del mundo.

### Marruecos
Desde 2019 tiene una nueva planta en Kenitra, Marruecos, donde fabrica los vehículos eléctricos Peugeot 208e y los nuevos Citroën Ami, Fiat Topolino y Opel Rocks-e, reubicando así la producción desde Francia y España.
Durante 2023, Stellantis firmó un acuerdo para la fabricación de baterías con la compañía Gotion High-Tech que, a su vez, llegaron a un acuerdo con el Gobierno de Marruecos para la instalación de dos gigafábricas. La primera de ellas será una nueva planta de producción de baterías eléctricas, cuya inversión está cuantificada en 6 000 000 000 €, con una creación de 25 000 empleos y una potencia de 100 GWh al año. La segunda inversión de 4 000 000 000 €, quedaría pendiente de fecha y ubicación. Ambas gigafábricas proveerán a los mercados de Francia, España, África del Norte y Oriente Medio, desechando por completo la idea de crear una empresa de baterías en Vigo, España.
De esta manera, Marruecos escalaría posiciones como atracción fabril a nivel global, al convertirse en uno de los principales países fabricantes de vehículos eléctricos, dado el potencial de obtención de una energía eléctrica abundante y económica, gracias al uso de la energía solar. Esta infraestructura, se beneficiaría también por la amplia extensión de ese país, todo lo contrario de lo que sucede con España, donde a corto plazo, se prevé que dejará de ser un país atractivo para la inversión en fabricación de series de gran volumen de coches en sus fábricas. La compañía ya ha anunciado que construirá seis instalaciones en todo el mundo, de las cuales tres estarán en Francia, Alemania e Italia. Por el contrario, cerrará la planta de Bielsko-Biała en Polonia a finales de 2024 y, al mismo tiempo, advierte del cierre de su planta en el Reino Unido si no se renegocia el tratado del Brexit.

## Resultados contables

### Proyecciones anteriores a la fusión basadas en resultados
La entidad puede ser considerada como el cuarto grupo de automóviles más grande del mundo, tercero si se cuenta por separado la producción de la alianza Renault-Nissan-Mitsubishi. y tercero en ingresos. En Europa, FCA-PSA dominaría el mercado, gracias en particular a PSA, cuya posición se fortaleció con la adquisición de Opel en 2017. En los Estados Unidos el grupo, que incluye las marcas Dodge y Jeep, tiene una ubicación sólida. Sin embargo, la presencia de ambos fabricantes en el mercado chino es relativamente pequeña.
Según los informes anuales de FCA y PSA, sumaría casi 170 000 000 000 € en ingresos. En su declaración, los dos fabricantes también anuncian un resultado antes de impuestos e intereses de 11 000 000 000 €. Desde un punto de vista geográfico, la nueva compañía tendría una mayoría de empleados europeos, mientras que los trabajadores estadounidenses son actualmente la mayoría en FCA.

### 2021
En el primer semestre de 2021, Stellantis obtuvo un beneficio económico de 5 936 000 000 €, frente a las pérdidas de 813 000 000 € registradas por FCA y PSA en los seis primeros meses de 2020. Las ventas remontaron tras la parálisis provocada por la pandemia de COVID-19. Las ventas casi se multiplicaron por cuatro con respecto al mismo periodo del año anterior, para alcanzar los 72 610 000 000 €. En consecuencia, el margen operativo ajustado fue del 11.4%, frente al 1.5% del primer semestre de 2020.
En estos primeros resultados conjuntos, Stellantis calculó en 1 300 000 000 € las sinergias fruto de la fusión, como resultado principalmente de la contención de costes de investigación y desarrollo.
En diciembre de 2021, tenía una plantilla total de 281 595 empleados. Además, reportó ingresos por 152 100 000 000 €, con un beneficio de explotación de 15 300 000 000 €, un beneficio neto de 15 428 000 000 € y sus activos totales ascendían a 171 800 000 000 €, con una producción de 6 049 000 vehículos.

## Posición competitiva

### Diseños y modelos industriales
En 2025, la Reseña anual del Sistema de La Haya de la Organización Mundial de la Propiedad Intelectual (OMPI) clasificó a Stellantis como el octavo lugar mundial, junto a Xiaomi, en número de solicitudes de registro de dibujos y modelos industriales realizadas en el marco del Sistema de La Haya, con 230 solicitudes realizadas en 2024.